# Cuevas del Conventico
Les Cuevas del Conventico són unes coves històriques situades a Melilla la Vella i que tenen el seu accés des del Museu d'Art Sacre, a la ciutat espanyola de Melilla i forma part del Conjunt Històric Artístic de la Ciutat de Melilla, un Bé d'Interès Cultural.

## Història
Al principi grutes naturals excavades per l'aigua en la Cala de Trápana, van ser usades per fenicis, romans, àrabs per a aixoplugar-se ficant els seus vaixells en la gran cavitat i finalment pels espanyols, que van excavar en el segle xviii diversos nivells sobre les grutes naturals per a magatzems de queviures, encara que el seu ús més cèlebre va ser quan van ser usades per a allotjar a la població en el Setge de Melilla (1774-1775).
En 1925 amb la construcció del Port de Melilla l'ancorada es va encegar amb sorra, formant-se una platja.
Entre 1993 i 1995 es va construir l'arc parabòlic i les parets cap a la Cala de Trápana, i més tard es van construir voltes de maó en el tercer nivell i es van pavimentar els carrers situats damunt d'aquestes, Miguel Acosta i Concepción a causa del risc d'ensulsiada, fent-se visitables coincidint amb el V centenari de l'ocupació espanyola de Melilla amb la instal·lació de paviments de fusta.
Entre 1998-2000 es va apuntalar i va reforçar el primer nivell, es van comunicar tots els nivells, van construir condícies i una depuradora sota l'escala que baixa a Trápana.

## Descripció
Disposa una gegantesca cavitat oberta, reforçada per un arc parabòlic de pedra i maó i tres nivells intercomunicats, de més baix a més alt. El primer consta de dues naus que es creuen i va ser usat com a església, el segon, un conjunt d'estades comunicades entre si i amb finestres a l'exterior, sent la tercera semblança a l'anterior, però d'estades més petites i baixes.